# Пливање на Летњим олимпијским играма 1904 — 100 јарди слободно за мушкарце
Пливачака дисциплина 100 јарди (91,44 м) слободно за мушкарце била је једна од десет пливачких дисциплина на програму Летњих олимпијских игара 1904. у Сент Луису. Пошто је ово било једино пливачко такмичење у историји олимпијског пливања у којем су се поједине деонице мериле у јардима, то је и ова дисциплина први и једини пут била на олимпијском програму. Од следићих Игара 1908. уместо ове варатило се на дисциплину 100 метара слободним стилом, која је била на првим Играма 1896. и која је и данас на програму.
Такмичење је одржано 5. септембра 1904. Учествовало је девет пливача из 2 земље.

## Земље учеснице
- Мађарска (1)
- САД (8)

## Победници
|                         |                     |                |
| Золтан Халмај, Мађарска | Чарлс Данијелс, САД | Скот Лири, САД |

## Полуфинале
Такмичари су били подељени у две полуфиналне групе : прву са пет, а другу са четири такмичара. Прва тројица из сваке групе квалификовала су се за финале.
1. полуфинале
| 1.   | Золтан Халмај, Мађарска | 1:06,2 |
| 2.   | Скот Лири, САД          | неп.   |
| 3.   | Дејвид Хамонд, САД      | неп.   |
| 4—5. | два непозната такмичара | неп.   |

2. полуфинале
| 1. | Чарлс Данијелс, САД | 1:07,4 |
| 2. | David Gaul, САД     | неп.   |
| 3. | Лео Гудвин, САД     | неп.   |
| 4. | непознат такмичар   | неп.   |

## Финале
|    | Золтан Халмај, Мађарска | 1:02,8 |
|    | Чарлс Данијелс, САД     | неп.   |
|    | Скот Лири, САД          | неп.   |
| 4. | David Gaul, САД         | неп.   |
| 5. | Дејвид Хамонд, САД      | неп.   |
| 6. | Лео Гудвин, САД         | неп.   |